# Batista (tessuto)
La batista è un tipo di tessuto molto fine, trasparente e leggero di mano morbida, realizzato in lino o in cotone ad armatura tela.

## Storia

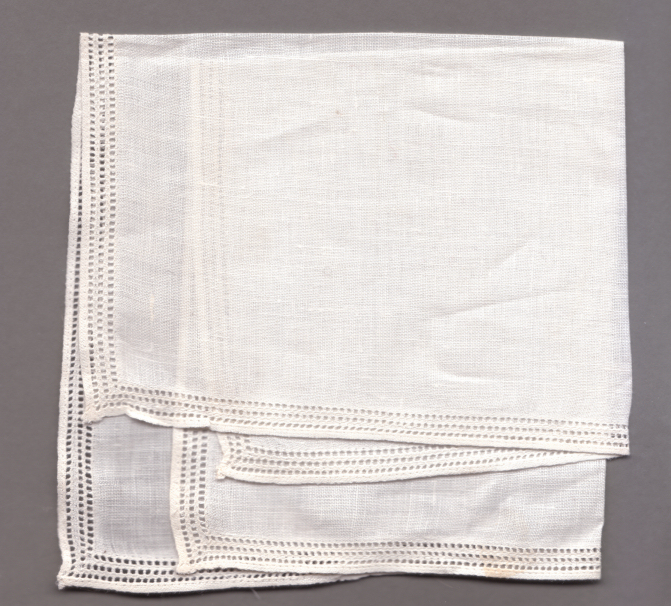
Batista

Il suo nome deriva da quello del tessitore Baptiste Cambray, originario del villaggio di Cantaing-sur-Escaut nei pressi di Cambrai, che all'inizio del XIII secolo avrebbe messo a punto un procedimento di tessitura che permetteva di ottenere tessuti di lino molto fini. Nella regione del Cambresis, oggi francese ma che allora apparteneva al Sacro Romano Impero, si sviluppò una fiorente industria artigianale che produceva questa tela impiegando migliaia di addetti. Il successo della tela di Cambrai superò le frontiere e incominciò l'esportazione verso: Francia, Spagna, Italia, Inghilterra, Paesi Bassi. Con l'arrivo del cotone, l'avvento di nuovi tessuti di moda e la meccanizzazione la produzione cominciò a calare; verso la fine del XIX secolo era praticamente scomparsa.
Tessuto ad armatura a tela, prodotto con filati sottili, mercerizzati e pettinati, un tempo in puro lino oggi si trova in commercio in cotone mercerizzato, anche in mischia con piccole percentuali di viscosa e poliestere che gli danno maggiore lucentezza. Adatto all'abbigliamento femminile, come camicette e biancheria fine era utilizzato negli anni passati per fazzoletti, sottovesti, camicie da notte e da giorno.